# Dravograd
Dravograd (Duits: Unterdrauburg) is een gemeente in Slovenië in de regio Karinthië en telde tijdens de volkstelling in 2002 8863 inwoners. De gelijknamige hoofdplaats telt 3414 inwoners (2002). Dravograd is centraal gelegen, aan weerszijden van de Drava. Hier verenigt de Drava zich met de Meža en de Mislinja. De gemeente telt de volgende plaatsen: Dravograd (zetel van de gemeente), Črneče, Libeliče, Šentjanž pri Dravogradu en Trbonje.
De ontwikkeling van Dravograd ondervond grote hinder in de 15e eeuw als gevolg van invallen van de Turken (1473, 1476, 1480 in 1483), de pest en het doortrekkende Hongaarse leger (in 1480 en 1489). In deze tijd (1515) vond ook een opstand van de boeren plaats, die later in Villach en Völkermarkt verslagen werden. Eerst na deze serie van kleine en grote rampspoed, in de loop van de 16e eeuw, nam Dravograd de draad weer op als handels- en stapelplaats voor met name hop, wijn, zout en ijzerwaren.
In 1863 werd Dravograd aangesloten op de nieuwe spoorlijn van Klagenfurt naar Maribor (Drautalspoorlijn) en in 1899 op de spoorverbinding tussen Velenje en Wolfsberg in Oostenrijk. Dit gaf gelegenheid tot het opbouwen van een bescheiden industrie (een glasfabriek en ijzergieterij).
Toen de plaats voor het eerst tussen 1180 en 1192 werd vermeld, bezat het al marktrechten. Dravograd nam toen reeds tolgelden en cijnzen ten aanzien van het goederenvervoer over de Drava in. In Dravograd bevinden zich twee historische kerken, de parochiekerk van Sint-Jan en de votiefkerk van de H. Guido. Deze laatste dateert van vóór 1177.

## Plaatsen in de gemeente
Bukovska vas, Dobrova pri Dravogradu, Dravograd, Črneče, Črneška Gora, Gorče, Goriški Vrh, Kozji Vrh nad Dravogradom, Libeliče, Libeliška Gora, Ojstrica, Otiški Vrh, Podklanc, Selovec, Sv. Boštjan, Sv. Danijel, Sv. Duh, Šentjanž pri Dravogradu, Tolsti Vrh, Trbonje, Tribej, Velka, Vič, Vrata

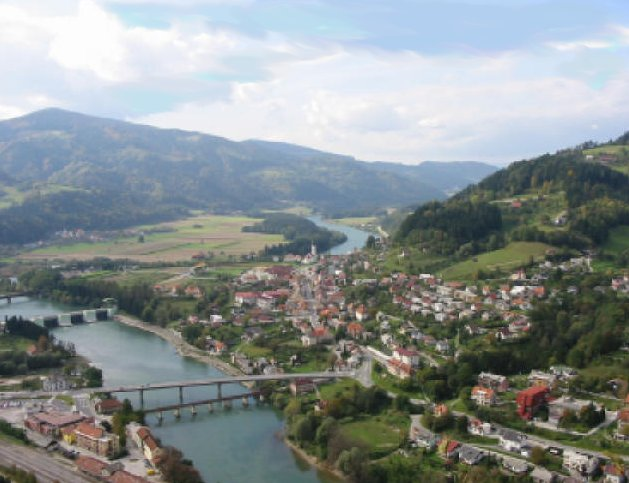
Dravograd

## Verkeer en vervoer
- Station Dravograd

## Geboren
- Nejc Pečnik (1986), Sloveens voetballer
- Eva Boto (1995), zangeres

Črna na Koroškem · Dravograd · Mežica · Mislinja · Muta · Podvelka · Prevalje · Radlje ob Dravi · Ravne na Koroškem · Ribnica na Pohorju · Slovenj Gradec · Vuzenica